# أوين سكوت
أوين سكوت (بالإنجليزية: Owen Scott)‏ هو محامي وسياسي أمريكي، ولد في 6 يوليو 1848 في مقاطعة إيفينغهام في الولايات المتحدة، وتوفي في 21 ديسمبر 1928 في ديكادور في الولايات المتحدة. حزبياً، نشط في الحزب الديمقراطي. وقد انتخب عضو مجلس النواب الأمريكي.